# Lijst van gemeenten in Adana
Onderstaande lijst bevat alle gemeenten (2000) in de Turkse provincie Adana.
| District   | Gemeente         |
| ---------- | ---------------- |
| Aladağ     | Akören           |
| Aladağ     | Aladağ           |
| Ceyhan     | Birkent          |
| Ceyhan     | Büyükmangıt      |
| Ceyhan     | Ceyhan           |
| Ceyhan     | Doruk            |
| Ceyhan     | Hamdilli         |
| Ceyhan     | Kösreli          |
| Ceyhan     | Kurtkulağı       |
| Ceyhan     | Kurtpınarı       |
| Ceyhan     | Mercimek         |
| Ceyhan     | Mustafabeyli     |
| Ceyhan     | Sağkaya          |
| Ceyhan     | Sarımazı         |
| Feke       | Feke             |
| İmamoğlu   | İmamoğlu         |
| Karaisalı  | Çatalan          |
| Karaisalı  | Karaisalı        |
| Karaisalı  | Salbaş           |
| Karataş    | Bahçe            |
| Karataş    | Karataş          |
| Karataş    | Tuzla            |
| Kozan      | Gazi             |
| Kozan      | Hacıbeyli        |
| Kozan      | Kozan            |
| Pozantı    | Akçatekir        |
| Pozantı    | Pozantı          |
| Saimbeyli  | Saimbeyli        |
| Seyhan     | Adana Büyükşehir |
| Seyhan     | Karayusuflu      |
| Seyhan     | Küçükdikili      |
| Seyhan     | Seyhan           |
| Tufanbeyli | Bozgüney         |
| Tufanbeyli | Tufanbeyli       |
| Yumurtalık | Kaldırım         |
| Yumurtalık | Yeşilköy         |
| Yumurtalık | Yumurtalık       |
| Yumurtalık | Zeytinbeli       |
| Yüreğir    | Abdioğlu         |
| Yüreğir    | Baklalı          |
| Yüreğir    | Buruk            |
| Yüreğir    | Çelemli          |
| Yüreğir    | Doğankent        |
| Yüreğir    | Geçitli          |
| Yüreğir    | Havutlu          |
| Yüreğir    | İncirlik         |
| Yüreğir    | Kürkçüler        |
| Yüreğir    | Sofulu           |
| Yüreğir    | Solaklı          |
| Yüreğir    | Suluca           |
| Yüreğir    | Yakapınar        |
| Yüreğir    | Yunusoğlu        |
| Yüreğir    | Yüreğir          |